# Lac Capitachouane
Pour les articles homonymes, voir Capitachouane.
Le lac Capitachouane est un plan d'eau douce de la ville de Senneterre, dans la municipalité régionale de comté (MRC) de La Vallée-de-l'Or, dans la région administrative de l'Abitibi-Témiscamingue, au Québec, au Canada.
Le lac Capitachouane constitue le lac de tête de la rivière Capitachouane. Ce lac est situé entièrement en zone forestière. La surface du lac est généralement gelée du début décembre à la mi-avril. La foresterie constitue la principale activité économique de ce secteur.

## Géographie
L'embouchure du lac Capitachouane (côté Sud-Ouest du lac) se situe à :
- 102,8 km au Nord-Est de la confluence de la « rivière Capitachouane » ;
- 32,5 km au Nord-Est du Lac Camachigama ;
- 102,2 km à l’Est de Senneterre (ville) ;
- 65,3 km au Sud d’une baie du réservoir Gouin[1].

Les principaux bassins versants autour du lac Capitachouane sont :
- côté Nord : Lac Choiseul ;
- côté Est : Lac Sigouin, lac Jalobert (Mont-Valin) ;
- côté Sud : Lac Péronne, rivière Capitachouane, rivière Béthune ;
- côté Ouest : rivière Esperey.

Le lac Capitachouane est alimenté par :
- côté nord : décharge du Lac Choiseul ;
- côté est :
- côté sud : décharge des lacs Les, Crossing, Ford et Tommy ;
- côté Ouest : décharge des lacs du Beau Vallon et la Baie Lily Pads.

Les principales baies du lac Capitachouane sont :
- Côté Ouest : la baie aux Rubaniers et baie Lily Pads,
- Côté Sud : baie du Crique Rapide,
- Côté Est : Baie Horse, baie à Chester.

## Toponymie
D'origine algonquine, le terme "Capitachouane" signifie « long cours d'eau ». Ce lac est situé sur le territoire du club Kapitachouan qui a été établi en 1952.
Le toponyme "lac Capitachouane" a été officialisé le 5 décembre 1968 à la "Banque des noms de lieux" de la Commission de toponymie du Québec.

## Référence
1. ↑  Atlas du Canada publié sur Internet par le Ministère des ressources naturelles du Canada.
2. ↑  Commission de toponymie du Québec - Banque des noms de lieux - Toponyme: "Lac Capitachouane"